# Мальковский сельский округ (Московская область)
Мальковский сельский округ — упразднённая административно-территориальная единица, существовавшая на территории Орехово-Зуевского района Московской области в 1994—2004 годах.
Мальковский сельсовет был образован в первые годы советской власти. По данным 1919 года он входил в состав Дороховской волости Богородского уезда Московской губернии.
5 января 1921 года Дороховская волость была передана в Орехово-Зуевский уезд.
В 1925 году к Мальковскому с/с был присоединён Равенский сельсовет, но уже 4 ноября того же года он был выделен обратно.
В 1926 году Мальковский с/с включал 1 населённый пункт — деревню Мальково.
В 1929 году Мальковский сельсовет вошёл в состав Куровского района Орехово-Зуевского округа Московской области.
28 ноября 1934 года из Равенского с/с в Мальковский было передано селение Рудне-Никитское.
17 июля 1939 года к Мальковскому с/с был присоединён Равенский с/с (селение Равенская).
27 августа 1956 года к Мальковскому с/с было присоединено селение Заполицы упразднённого Заполицкого с/с.
3 июня 1959 года Куровской район был упразднён и Мальковский с/с вошёл в Орехово-Зуевский район.
1 февраля 1963 года Орехово-Зуевский район был упразднён и Мальковский с/с вошёл в Орехово-Зуевский сельский район. 11 января 1965 года Мальковский с/с был возвращён в восстановленный Орехово-Зуевский район.
3 февраля 1994 года Мальковский с/с был преобразован в Мальковский сельский округ.
8 апреля 2004 года Мальковский с/о был упразднён, а его территория передана в Дороховский сельский округ.